# 시어도어 스트렐레스키
시어도어 랜던 "테드" 스트렐레스키(영어: Theodore Landon "Ted" Streleski, 1936년 ~ )는 스탠퍼드 대학교에서 수학을 전공했던 미국의 대학원생으로, 1978년 8월 18일 둥근머리 해머로 옛 지도 교수인 카렐 데 레우(Karel de Leeuw) 교수를 살해했다.  스트렐레스키는 살해 직후 자수했으며, 레우(Leeuw)가 그의 부서원상을 지지하지 않았고, 자신을 동료들 앞에서 비하했으며, 자신의 재정 지원 요청도 거부했기 때문에 살인이 정당 방위라고 주장했다.  스트렐레스키는 수학 박사 학위를 따기 위해 19년을 보냈으며, 학비와 생활비를 대기 위해 저임금 일자리를 병행하기도 했다.
스트렐레스키는 재판 중에 자신의 살인은 "논리적·도덕적으로 정당하다"고 진술하는 한편 대학원생에 대한 학과의 처우에 대한 "정치적 발언"을 했으며, 국선변호인에게 (변호인이 주장한) "심신 미약에 따른 무죄"가 아닌 그냥 "무죄"를 항변하라고 강요했다. 스트렐레스키는 2급 살인 혐의로 유죄 판결을 받았고 징역 7년형을 선고받았다..
스트렐레스키는 가석방을 세 차례 신청할 수 있었지만, 그때마다 스탠퍼드 대학교 캠퍼스에 발을 들여 놓지 말아야 한다는 조건이 붙었다.  스트렐레스키는 1985년 석방될 당시, "또다시 살인을 저지를 뜻은 없습니다. 하지만 미래를 예견할 수는 없지요."라고 말했다.  1993년에 스트렐레스키는 그의 범죄 경력이 밝혀지자 샌프란시스코 시영 철도로부터 운임 수선공 자리를 거부당했다.